# دیترسکیرشن
دیترسکیرشن (به آلمانی: Dieterskirchen) یک شهر در آلمان است که در بایرن واقع شده‌است.

## خصوصیات
دیترسکیرشن ۲۴٫۱۴ کیلومترمربع مساحت دارد ۴۹۹ متر بالاتر از سطح دریا واقع شده‌است.